# Monte Qiajivik
Il monte Qiajivik è la più alta montagna delle regioni settentrionali dell'isola di Baffin, nel territorio del Nunavut, Canada. È parte delle Baffin Mountains che a loro volta fanno parte della catena montuosa della Cordigliera Artica.
Ha un'altezza di 1.963 metri sul livello del mare. La prima scalata fu compiuta l'8 maggio 1994.